# Porsche 936

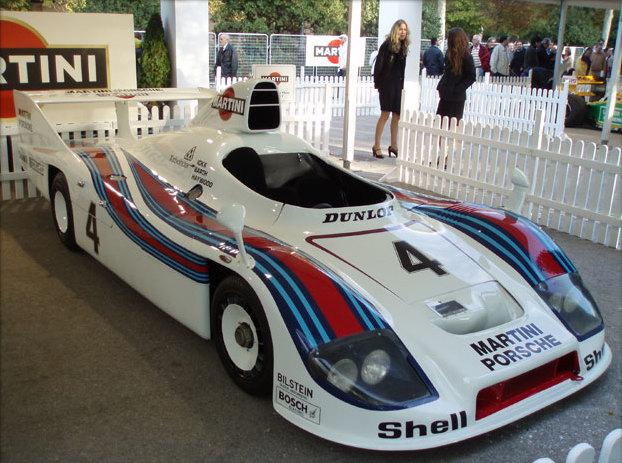
Porsche 936/77-001, vainqueur du Mans 1977

Conçue pour participer au championnat du monde des voitures de sport (Groupe 6) en 1976, la Porsche 936 était une barquette reprenant nombre d'éléments de la Porsche 917.
Elle était motorisée par un Flat 6 turbo de 2,1 L repris à la Carrera RSR Turbo de 1974. Championne du monde 1976 (5 victoires absolues pour 7 épreuves), elle remporta également les 24 heures du Mans sous les couleurs du Martini Racing avec Gijs van Lennep et Jacky Ickx (1e victoire d'un moteur turbo), ainsi que le Groupe 6 du Player's 200 (200 miles du Grand Prix de Mosport).
En 1977, l'usine Porsche gagna de nouveau Le Mans de justesse avec la 936/77 (Jacky Ickx, Hurley Haywood et Jürgen Barth) devant une forte opposition de la part de l'écurie Alpine Renault et ses A442. L'année suivante Renault vint à bout la marque allemande qui engageait deux 936/78 et la fameuse Porsche 935/78 « Mobydick » avant de se concentrer sur son programme Formule 1.
Porsche, sans concurrent direct, ne comptait pas s'aligner officiellement au Mans en 1979 mais, sous l'impulsion du pétrolier Essex, sortit ses 936 de leur retraite et les prépara à la hâte. Les deux voitures abandonnèrent (casse moteur et mise hors course), laissant le Kremer Racing imposer sa 935 K3.
La Porsche 936 termina sa carrière officielle en 1981 par une nouvelle victoire au Mans avec Jacky Ickx et Derek Bell. Elle fut transformée en coupé Groupe C par le Joest Racing en 1982 sous l'appellation 936 C (Bob Wollek champion du DRM la même année), avant d'être remplacée par la 956 que l'usine Porsche consentit à vendre aux équipes privées.
En 1986, la 936 C ex-Joest fit une dernière apparition aux 24 heures du Mans, qu'elle termina à la sixième place derrière cinq 956/962.

## Palmarès
- 1976:
  - 4 Heures de Monza
  - 500 kilomètres d'Imola
  - 24 Heures du Mans (hors WSC)
  - Coppa Florio (Pergusa - 4 Heures)
  - 500 kilomètres de Dijon
  - 200 miles du Salzburgring (Elan Trophy)
- 1977:
  - 24 Heures du Mans
- 1981:
  - 24 Heures du Mans
  - Most (Interserie)
  - Nürburgring (Interserie)
  - 9 Heures de Kyalami
- 1982:
  - Nürburgring (Interserie)
  - Hockenheim (DRM)
  - Mainz-Finthen (DRM)
  - Salzburgring (DRM)
  - Wunstorf (DRM)
  - Nürburgring II (Interserie)
  - Nürburgring III (Interserie)
  - Most (Interserie)